# Влахович, Иван Павао
Иван Павао Влахович (хорв. Ivan Pavao Vlahović 23 октября 1825, г. Вис, Хорватия (тогда Австро-Венгрия) — 11 января 1899, Падуя, Италия) — хорватский медик и биолог.

## Жизнеописание
Родился в семье Антуна и Катарины Влахович. Иван Павао Влахович окончил гимназию в Задаре и изучал медицину в Вене. Был ассистентом у профессоров Гиртля и Брока. В возрасте всего 27 лет (1852) стал профессором на кафедре анатомии Падуанского университета. Там он читал лекции, шесть лет был ректором этого учебного заведения. По словам Бертело (1900) и Чепулича (1943), был человеком широкой культуры, всю жизнь работал и учился, его ценили коллеги и студенты.
Научную деятельность Влаховича можно условно разделить на три направления. Первое из них — это сравнительная анатомия и физиология. Взяв за основу теорию Дарвина о происхождении видов, Влахович, в частности, исследовал структуру и функции половых органов однопроходных млекопитающих (Monotremata) (1852), строение шеи человека (1860) и одну из мышц в тазу человека (1865).
Второе направление касается кардиологии. Известны его работы о иннервации миокарда (1871), слезных протоках (1871) и, вместе с Винчгау (Wintschgau), о нервных конечностях (1871). Влахович применил теорию на практике, экспериментально излечивая кости кролика (1875).
Третье направление касается  физиологии и  патологии шелкопрядов (1896, 1894, 1895).
Влахович много сделал для улучшения техники работы с микроскопом, написал две книги по истории анатомии — о Реальде Коломбо (1865) и Мигеле Сервете (1882).
Работал и читал лекции до самого конца жизни. Умер в 73 года.